# Xestia badicollis
Xestia badicollis là một loài bướm đêm trong họ Noctuidae.